# 1611 Beyer
1611 Beyer è un asteroide della fascia principale esterna. Scoperto nel 1950, presenta un'orbita caratterizzata da un semiasse maggiore pari a 3,176002 UA e da un'eccentricità di 0,159534, inclinata di 4,277562° rispetto all'eclittica. Ha un diametro di 24,444 km, un periodo di rotazione di 13,29 ore e un'albedo di 0,062.
Fa parte della famiglia di asteroidi Hygiea.
L'asteroide è dedicato a Max Beyer, astronomo presso l'osservatorio di Amburgo.